# 폴리에

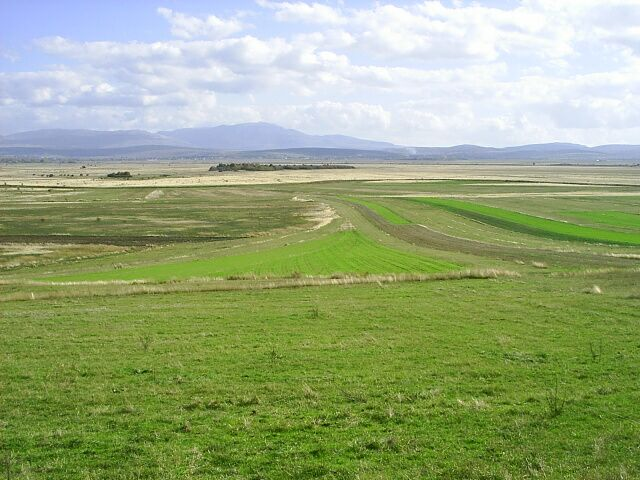
보스니아의 리바니스코 폴리에는 세계 최대의 폴리에이다.

폴리에(polje)는 카르스트 지형이 펼쳐진 넓은 평야로, 그 면적은 5 ~ 400 평방킬로미터에 이른다.